# Wilhelm Gaczek
Wilhelm Gaczek (ur. 23 listopada 1881 w Suchej jako Bolesław Jan Gaczek, zm. 14 listopada 1941 w obozie Auschwitz) – prowincjał zakonu augustianów, więzień obozu koncentracyjnego Auschwitz, działacz społeczny.

## Biografia
Syn Dionizego i Marii z Jabłońskich małżeństwa nauczycieli. W wieku 20 lat, 10 lutego 1901 wstąpił do zakonu św. Augustyna a 10 lutego 1902 przyjął pierwszą profesję. Śluby wieczyste złożył 16 marca 1905. Święcenia kapłańskie przyjął 29 lipca 1906 w Würzburgu, dokąd został skierowany na studia teologiczne. Po powrocie do Polski kontynuował studia teologiczne w Instytucie Teologicznym xx. misjonarzy na Stradomiu w Krakowie. 24 września 1914 konsystorz biskupi w Krakowie powierzył mu opiekę duchowną nad chorymi w szpitalu oo. Bonifratrów i innych szpitalach garnizonowych w Krakowie, którą to funkcję pełnił do 1920 r. 
Ekspozyt i twórca Parafii Matki Bożej Dobrej Rady w Krakowie i jej pierwszy proboszcz. Był radnym gminy Prokocim, znanym i cenionym animatorem życia społecznego i obywatelskiego, opiekunem wielu organizacji prokocimskich. Honorowy Obywatel Prokocimia koło Krakowa, 
W dniach wybuchu I wojny światowej zbierał datki na „Polski Skarb Wojenny”. Był kapelanem wojskowym. W 1917 został przewodniczącym „Kółka Rolniczego” w Prokocimiu. Od tego samego roku był proboszczem parafii prokocimskiej.
W 1937 mianowano go prowincjałem zakonu o.o. augustianów w Krakowie.
Aresztowany wraz z innymi augustianami krakowskimi przez gestapo 19 września (lub 19 sierpnia) 1941 pod zarzutem działalności antyniemieckiej. Działalność ta miała rzekomo polegać na czytaniu prasy podziemnej i słuchaniu radia w klasztorze. Początkowo przetrzymywany w krakowskim więzieniu przy ul. Montelupich, został 4 listopada 1941 przywieziony do niemieckiego obozu koncentracyjnego KL Auschwitz, gdzie jako polski więzień polityczny o numerze 22401 zamęczony po 10 dniach zginął 14 listopada. Oficjalna przyczyna śmierci podana na świadectwie zgonu to udar mózgu.

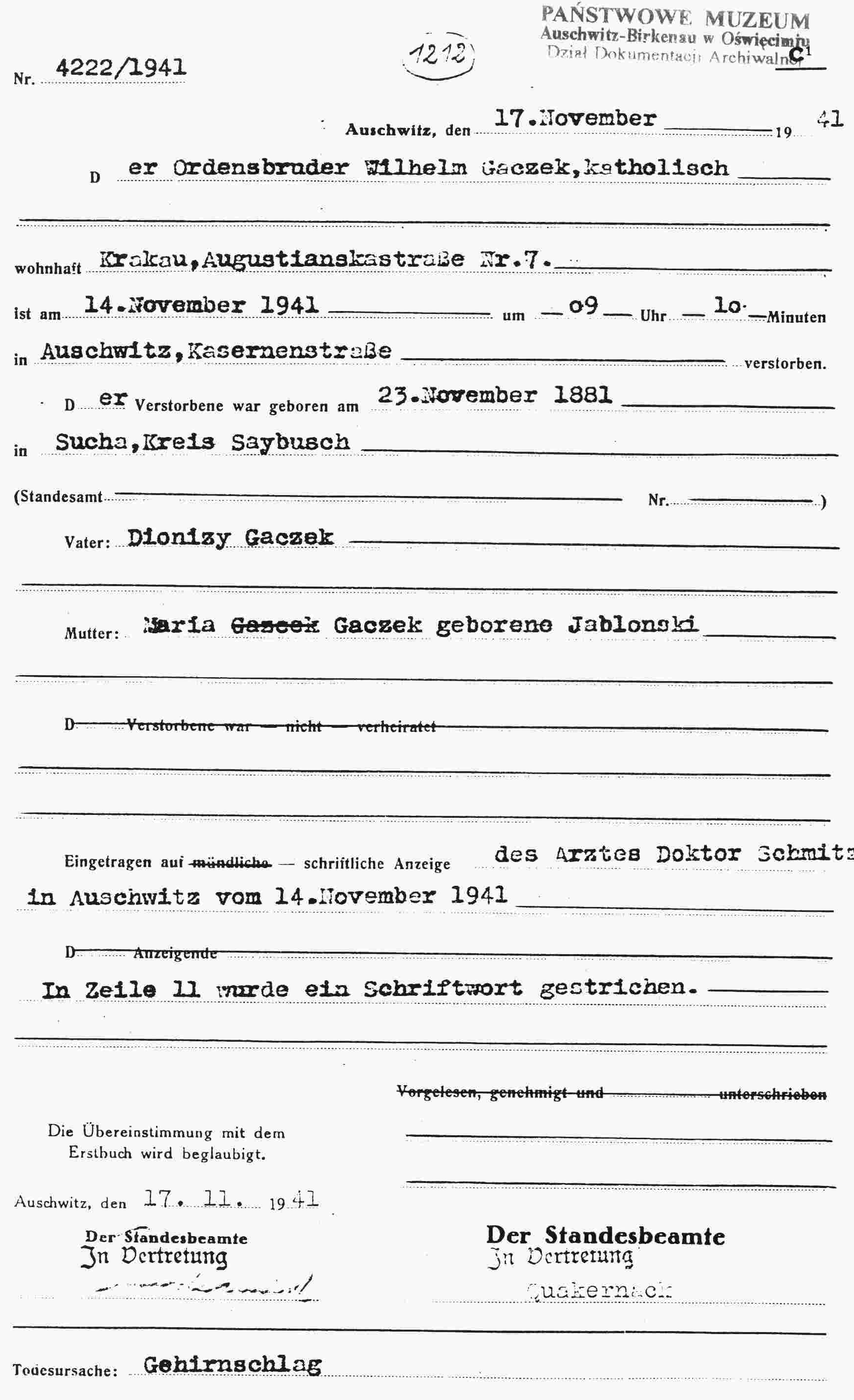
Świadectwo zgonu

Pomnik o. Wilhelma Gaczka znajdujący się przed kościołem rektoralnym św. Mikołaja z Tolentino przy ul. Górników 27 w Prokocimiu w Krakowie.

## Linki zewnętrzne

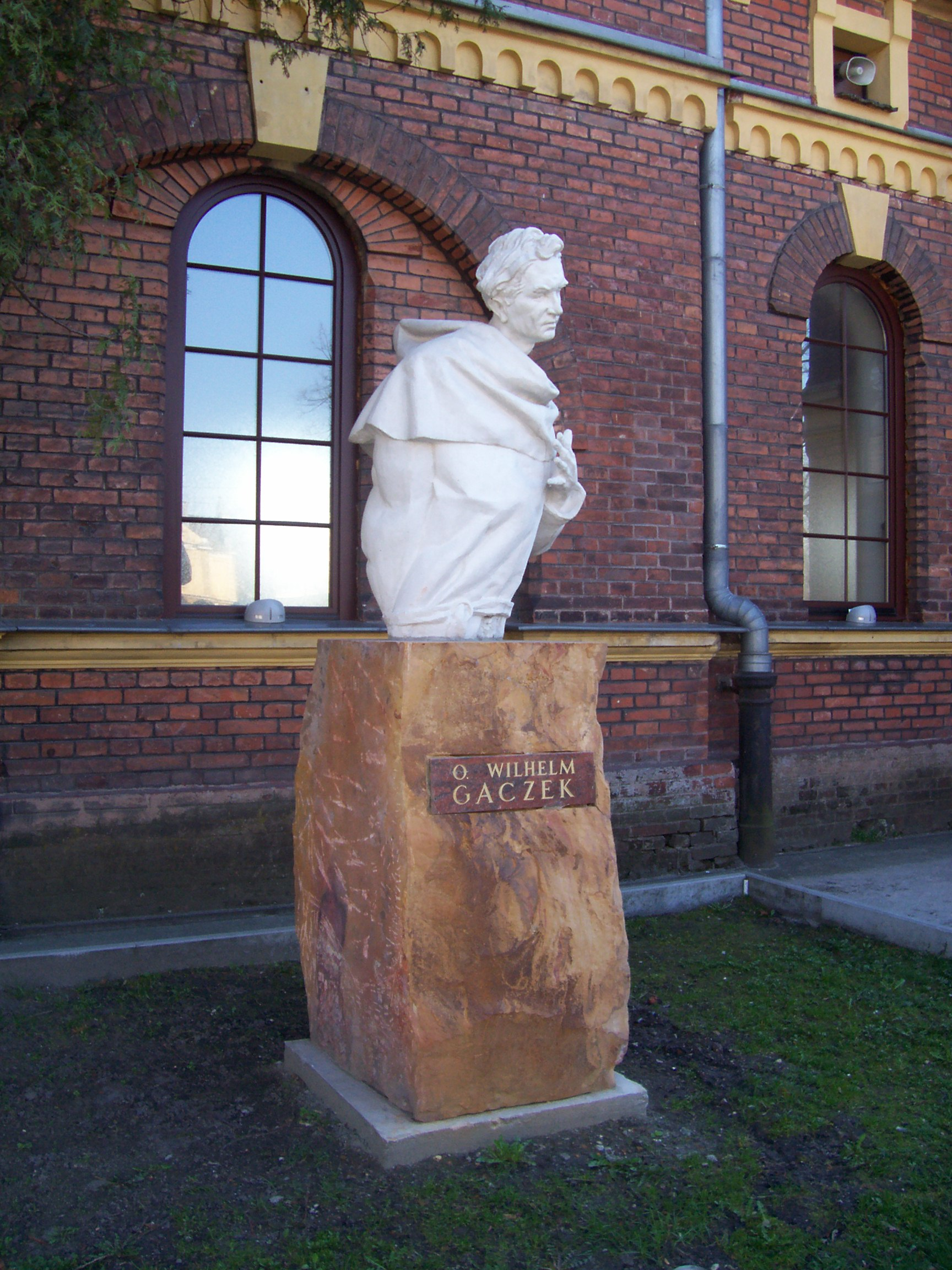
Pomnik o. Wilhelma Gaczka (2007)